# Municipio de Cynthian
El municipio de Cynthian (en inglés: Cynthian Township) es un municipio ubicado en el condado de Shelby en el estado estadounidense de Ohio. En el año 2010 tenía una población de 1991 habitantes y una densidad poblacional de 24,55 personas por km².

## Geografía
El municipio de Cynthian se encuentra ubicado en las coordenadas 40°17′51″N 84°20′58″O / 40.29750, -84.34944. Según la Oficina del Censo de los Estados Unidos, el municipio tiene una superficie total de 81.09 km², de la cual 80.44 km² corresponden a tierra firme y (0.8%) 0.65 km² es agua.

## Demografía
Según el censo de 2010, había 1991 personas residiendo en el municipio de Cynthian. La densidad de población era de 24,55 hab./km². De los 1991 habitantes, el municipio de Cynthian estaba compuesto por el 98.69% blancos, el 0.1% eran afroamericanos, el 0.15% eran amerindios, el 0.05% eran asiáticos, el 0.3% eran isleños del Pacífico, el 0.25% eran de otras razas y el 0.45% pertenecían a dos o más razas. Del total de la población el 0.75% eran hispanos o latinos de cualquier raza.